# Nesogordonia holtzii
Nesogordonia holtzii là một loài thực vật có hoa trong họ Cẩm quỳ. Loài này được (Engl.) Capuron ex L.C. Barnett & Dorr mô tả khoa học đầu tiên năm 2000.